# 華僑強制献金
華僑強制献金（かきょうきょうせいけんきん）とは、1942年3月から6月にかけて、日本軍（第25軍）占領下のマラヤ各州やシンガポール(昭南特別市)ならびに日本軍（第37軍）占領下のボルネオ島で、軍政部が、華僑協会などの対日協力組織を通じて中国系住民に強制した、日本軍への献金のこと。単に華僑献金・強制献金、献金事件、特にマラヤ・シンガポールでは目標とした献金額から5,000万ドル強制献金(ごせんまんどるきょうせいけんきん)とも呼ばれる。

## 5,000万ドル強制献金

### 経緯

#### 身代金の要求
1942年3月初旬、マライ軍政部次長・渡辺渡大佐配下の高瀬通は、軍政部で対日協力団体・昭南華僑協会の代表・林文慶博士ら協会幹部に対して、「中国・国民政府を支援し、英軍に協力して日本軍に仇なした華人は本来皆殺しにするところであるが、罪を贖うことを行動で示せば赦してやる」として、日本軍への献金を要求した。華僑協会の幹部たちは、高瀬に献金を行う意思を伝え、高瀬の「上層部に伝え、追って指示する」との話を信じて指示を待った。その間に、華僑協会の事務所が置かれていた吾廬倶楽部などから資産家の華人が次々に憲兵隊に連行され、Y.M.C.A.や中央警察署で拷問を受けているというニュースが伝わってきた。
数日後、華僑協会の連絡会員約50名は、ナッシム路（Nassim Road）にあった軍政部の宿舎に呼び出され、渡辺・高瀬から、改めて、5,000-6,000万ドルの現金を日本軍に献金すれば、身の安全と財産の保全を約束し、国民政府に献金を行い英軍に協力した罪を不問に付す、と献金するよう提案を受けた。

#### 賦課額の決定
渡辺・高瀬との会談の後、華僑協会では資金を集める方法について話し合いが持たれた。銀行家だった陳永謙（Tan Ean Khiam）は、「戦前英国がマラヤで発行したドル紙幣は2億2,000万ドルしかないので、5,000万ドルもの巨額の資金を集めるのは難しい」との意見だった。しかしそれでも総額が5,000万ドルとなるように各州に献金額が割り振られた。会合で、海峡植民地生まれの華人のグループは、資産額に比例して献金額を賦課することを提案したが、中国生まれの華僑のグループはこれに反対し、資産が3,000ドル未満であれば賦課を免除し、資産が3,000ドル以上であれば総資産の8％を献金額とすることを提案して、この案が採用された。

#### 陸軍省の追認
1942年3月21日に、陸軍省当局は、第25軍軍政部に対し、強制献金が各民族対策との整合性を欠き、大東亜共栄圏防衛費用を原住民に課す計画に支障をきたす、と懸念を表明し、措置を容認するが以後は大局的に考慮するようにと勧告し、また5,000万ドルの使途について説明を求めた。
同月27日に第25軍軍政部は、5,000万ドルは法外な額ではなく計画には支障を来たさないと釈明し、使途について、国庫供託金、「建設公債」発行資金等7項目に充当すると回答、これを受けて陸軍省当局は同月28日に配分・使途の了承を伝えた。

#### 献金集め
銀行資産が日本軍によって凍結されており、支払に充分な現金の用意のある人は少なかったため、献金の割当額を支払うために家財を安値で売り払ったり、不動産を安値で処分したりしたケースが多く、華人が耐え忍んだ苦痛は、占領直後の集団検問に勝るとも劣らなかった、とされる。
3月末の締切を前に、集金活動の進捗情況を確認したところ、シンガポールで集められた献金額は目標額の3割程度だった。軍政部は各州の華僑協会の指導者をシンガポールに集めて会議を開催し、月末までに必ず目標額を集めるように指示した。
3月末までに集められた献金は、シンガポールで目標額の30％、他州ではそれ以下だったが、軍政部・渡辺次長は華人の金銭的な逼迫を知りつつも、軍事献金の推進に固執し、締切を4月25日に延期した。

#### 『華僑工作実施要領』
1942年4月8日付で軍政部次長から軍政部長に昇進した渡辺は、同月19日付で、それまでに何度か発出されていた献金指令と華僑対策の統一見解として、マレー・スマトラ各州の長官あてに、極秘通達『華僑工作実施要領』を発出した。同通達は、それまでの「誘引工作」による華僑対策を転換し、占領地域で日本軍に協力しない華僑には「断固その生存を認めざるものと」し、シンガポール等主要都市の有力華僑全体に「最低5,000万ドルの資金調達を命」じ、これに協力しない者には財産の没収、一族の追放など「極めて峻厳なる処断を持って処理」し、「反抗の徒に対しては極刑を以て之に答え」る、という強硬な内容だった。
同月20日に集金情況の点検が行われたが、献金額は目標額に遠く及ばなかった。高瀬は再度各州の華僑協会の代表をシンガポールの吾廬倶楽部に集め、目標額の集金に失敗したと各州の代表を詰った。締切は6月25日に再度延期された。

#### 決着
1942年6月20日に各州の代表はシンガポールに集められた。このときまでに集められた献金額は2,800万ドルだった。黄堆金を介して高瀬と協会代表の交渉が繰り返され、最後は高瀬が軟化して協会が2,200万ドルを横浜正金銀行からの借入金で賄うことを許し、借入金は1年以内に6％の利息を付けて返すことになり、各州の代表が借入金返済の保証人となることで決着した。

#### 献金奉納式
1942年6月25日に、フラトン・ビルの軍政部の一室に華僑協会の代表ら華人約60人が集められ、渡辺・高瀬ら軍政部要人の立会いの下、第25軍司令官・山下中将に5,000万ドルの小切手を渡す儀式が行われた。
華人たちは立ったまま1時間以上山下の入場を待ち、山下が入場して会場の舞台に立つと、華人を代表して林文慶博士、クアラルンプールの華僑協会会長・黃鐵珊（Wong Tet San）およびペナンの同会会長・連裕祥（Heah Joo Siang）が前に進み出て、林博士が献辞を読み上げ、5,000ドルの小切手を山下に手渡した。受納した山下は、「華僑のこれまでの援蒋、親英行為の罰から救うものではない。華僑が今後しなければならぬことは日本軍と協力することである」と警告し、対英米戦争の目的や日本人の道徳的美徳、強さなどについて1時間近く演説したとされる。

### 弁済と賠償
戦後、華僑協会への2,200万ドルの貸付金は、当時の横浜正金銀行によって弁済不要とされたが、2,800万ドルの献金は返還されないままとなった。華僑団体は、対日賠償請求の中で、日本に対して強制献金の返還を請求していくこととなった。

### 影響・評価
- 実施当時から、陸軍省の内部では強制献金は軍政の目的とする民心把握の原則にもとると文官から異論があり、省内の一部の軍政担当者からは5,000万円を受け取るべきではないという強い反対の意見もあった[38]。

- 事件収束の数ヵ月後、渡邊は、この問題には反対や批判もあったが、数年経過しないと冷静な評価はできない、私は「華僑を利用する」考えが華僑尊重論になり、逆に華僑に利用されるようになることを懸念している、と回想している[39]。また戦後1966年7月9日に明石がインタビューした際には、「少しやり過ぎたかなあ」と漏らしたとされる[40]。

- 1942年7月に軍政監部警察部長として着任した大谷敬二郎憲兵大佐は、戦後の回顧録の中で、事件が民心把握に支障をきたして華僑の協力を得ることが一層困難になり、抗日ゲリラにうってつけの反日材料を与え、結束を強くしたほか、インド人やユーラシアン社会にも次は自分たちではないかという不安感を抱かせたとし、マライ軍政失敗の根源になったと評価している[41]。

- シンガポール市政会 (1986, p. 34)は、華僑献金によって悪化した中国人の対日感情はその後3年半の占領期間を通じて市政にとっての重しとなり、軍の強圧的態度のために現地自活の達成に必要な中国系住民の協力を引き出す上での障害となり、また抗日ゲリラに活動の名分を与え、その勢力を増大させる危険を生み、治安維持上もマイナスになったと評価している。

- 明石 (2001, p. 45)は、短期的には軍政初期の財源となり財政負担を軽減できたかもしれないが、長期的には華僑粛正と共に献金事件はマラヤ軍政史に残る汚点となったことは否めない、と評価している。

## 北ボルネオの華僑献金
北ボルネオでは、1942年7月に、ボルネオ守備軍司令官・前田利為中将の命令で、サバ・サラワク・ブルネイから華僑指導者が集められ、ボルネオ守備軍司令部・馬奈木敬信参謀長が「反日行為を赦してやるから国防献金で報いよ」と演説して「当地の経済的な微弱性」を考慮した結果としてマレー半島の1人20ドル（対象250万人で合計5,000万ドル）より低い1人15ドル、計300万ドルの献金目標額と、州別の割当額が設定された。